# 何震彝
何震彝（1880年—1916年），字鬯威，號穆忞，室名鞮芬室。江蘇省常州府江陰縣（今無錫市江陰市）人，生於揚州府甘泉縣（今揚州市江都市），清朝政治人物、法學家、史學家、詩人、詞人、駢文家，「江南四公子」、「寒廬七子」之一。。

## 經歷
自幼聰慧，讀書迅速，擅長吟詠。
光緒二十三年（1897年）丁酉科江南鄉試舉人。
光緒三十年（1904年）甲辰恩科第三甲第二十八名同進士出身。授內閣中書。改捐道員，分發直隸候補。
中華民國後任北洋政府教育部僉事，協修《清史稿》。
民國二年（1913年）撰寫《中華民國憲法草案》，即《何震彝憲法草案》。
因民國局勢混亂導致「狂易之疾」，精神失常，民國五年（1916年）卒於北京，年三十七歲。
為人溫和恭敬，學養深厚，氣度雍容。通曉文、史、詩、詞，擅長駢文，旁通金石學。在京師與袁克文、閔爾昌等人唱和詩文，時稱「寒廬七子」。

## 著作
- 《鞮芬室詩甲乙稿》
- 《鞮芬室詞甲乙稿》
- 《一微塵集》
- 《詞苑珠麈》
- 《八十一寒詞》
- 《鞮芬室近詩》
- 《鞮芬室文稿》
- 《駢文手稿》
- 編輯《納爾遜傳》[3]
- 編輯《謗書》、《咎書》[4]

## 家庭及關聯
- 祖父：何栻，道光二十五年進士，官江西吉安府知府。
- 父：何彥昇，光緒十五年舉人，官至甘肅新疆巡撫。
- 岳父：李盛鐸。
- 弟：何晉彝。